# George C. Browder
George Clark Browder (* 1939) ist ein US-amerikanischer Historiker.

## Leben
George C. Browder studierte Geschichtswissenschaften an der Memphis State University, wo er seinen Bachelor machte, und an der University of Wisconsin–Madison, wo er seinen Master und seinen Ph.D. erwarb.
Seit 1968 lehrt und forscht Browder an der New York State University Fredonia. 1998 war er als Gastforscher bei der Gedenkstätte Deutscher Widerstand und an der Freien Universität Berlin tätig. Sein Forschungsschwerpunkt ist die europäische Geschichte des 19. und 20. Jahrhunderts im Allgemeinen sowie die Geschichte der nationalsozialistischen Sicherheitsorgane (SD, Gestapo usw.) und der Judenverfolgung im Besonderen.

## Schriften
- „The SD. The Significance of Organization and Image“, in: George L. Mosse (Hrsg.): Police Forces in History, 1975, S. 205–229.
- „Die Anfänge des SD. Dokumente aus der Organisationsgeschichte des Sicherheitsdienstes des Reichsführers SS“, in: Vierteljahrshefte für Zeitgeschichte, Heft 2/1979, S. 299–324. (Online; PDF; 6,80 MB)
- „The Numerical Strength of the Sicherheitsdienst des RFSS“, in: Historical Social Research/Historische Sozialforschung, 28, 1983, S. 30–41.
- The Foundations of the Nazi Police State. The Formation of SIPO and SD, Lexington 1990.
- Hitler’s Enforcers. The Gestapo and the SS Security Service in the Nazi Revolution, New York 1996.

| Personendaten    | Personendaten                              |
| ---------------- | ------------------------------------------ |
| NAME             | Browder, George C.                         |
| ALTERNATIVNAMEN  | Browder, George Clark (vollständiger Name) |
| KURZBESCHREIBUNG | US-amerikanischer Historiker               |
| GEBURTSDATUM     | 1939                                       |